# Bill Bright

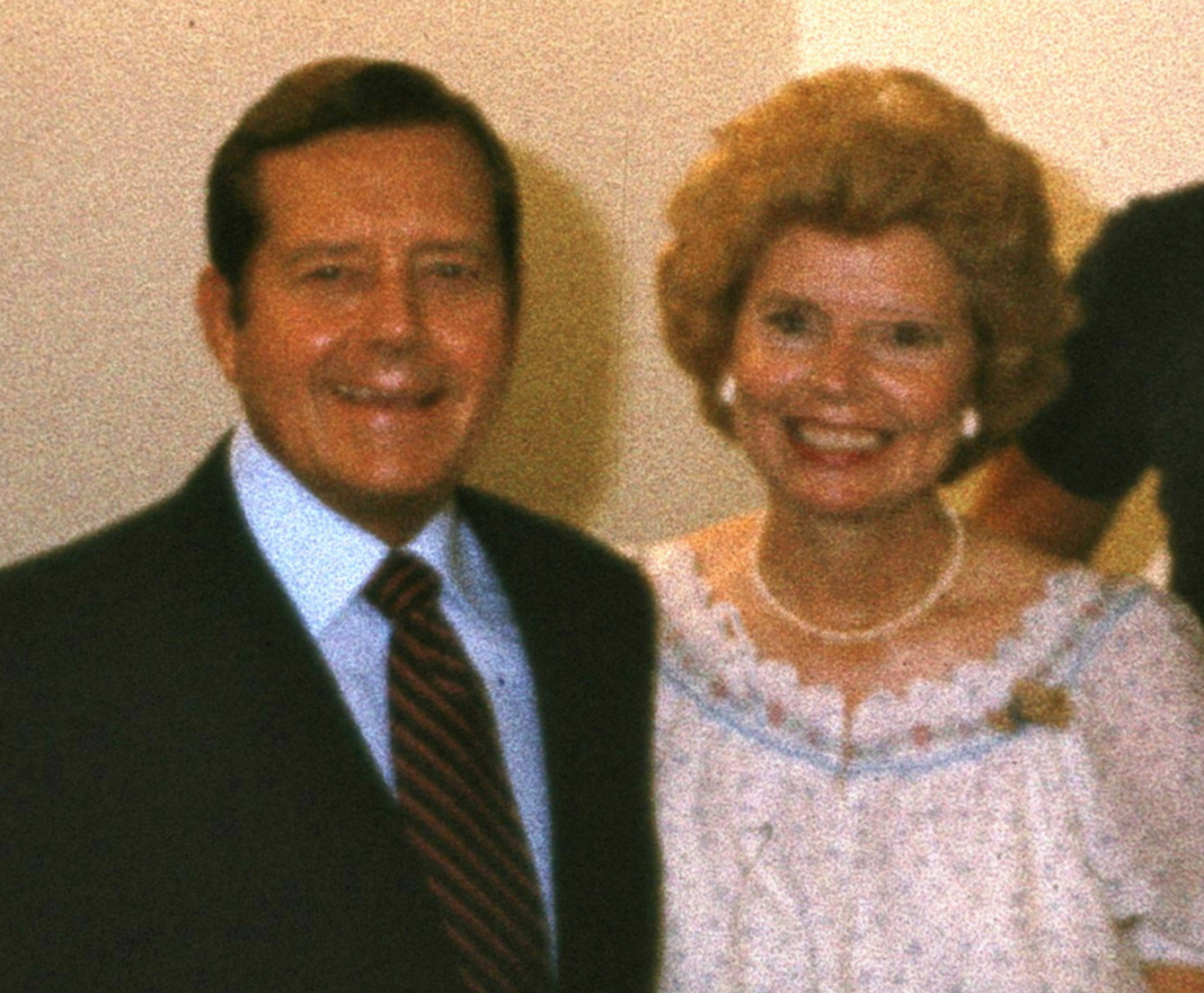
Bill Bright y su esposa Vonette.

William R. "Bill" Bright (19 de octubre de 1921 - 19 de julio de 2003) fue un evangelista estadounidense, fundador de la organización cristiana Campus Crusade for Christ. Escribió el folleto Las cuatro leyes espirituales en 1956 y en 1979 produjo la película Jesús.

## Biografía
Nacido en una familia de Oklahoma, se describió a sí mismo como "pagano feliz" durante su juventud. Se graduó en economía en la Northeastern State University en Oklahoma. Cuando tenía alrededor de veinte años se trasladó a Los Ángeles (California) donde fundó una compañía llamada Bright's California Confections.
En 1944, mientras asistía a la First Presbyterian Church de Hollywood, Bright se convirtió al cristianismo. Entonces comenzó estudios bíblicos intensivos que lo condujeron a graduarse en los seminarios teológicos de Princeton y Fuller.
Mientras estudiaba en Fuller sintió lo que consideró el llamado de Dios para cumplir la "gran comisión" compartiendo su fe con los estudiantes de la Universidad de California, iniciativa que dio origen al movimiento Campus Crusade for Christ (Cruzada Estudiantil y Profesional para Cristo). Durante las siguientes décadas, Bright y su esposa Vonette, continuaron trabajando en el ministerio y este se expandió a nivel mundial. El año 2010, la organización Campus Crusade for Christ tenía ya más de 27.000 personas trabajando a tiempo completo y más de 225.000 voluntarios en 190 países. 
Bright obtuvo cinco doctorados: un doctorado en Derecho de la Jeonbug National University de Corea, un doctorado en Teología de la John Brown University, un doctorado en Letras del Houghton Seminary, un doctorado en Teología de Los Angeles Bible College and Seminary y un doctorado en Derecho de la Pepperdine University.
En 1983, Bill Bright presidió el comité nacional por el Año Nacional de la Biblia en Estados Unidos. En 1996 recibió el premio Templeton (Templeton Prize for Progress in Religion) de $1,1 millones de dólares y donó el dinero a causas que promovían los beneficios espirituales del ayuno y la oración. Bright también escribió más de 100 libros, y numerosos artículos y folletos que han sido traducidos a diversos idiomas. 
Bright fue cofundador del Alliance Defense Fund que financia litigios de alto nivel en defensa de los derechos de los cristianos garantizados por la Primera Enmienda a la Constitución de Estados Unidos.
Fue uno de los ministros evangélicos que el año 2002 suscribió el documento denominado Land Letter, que proveyó un fundamento teológico en apoyo de la iniciativa del presidente estadounidense George W. Bush de invadir Irak, la que se concretó el año siguiente.